# Епархия Течиман
 Епархия Течиман (лат.  Dioecesis Techimanensis) — епархия Римско-Католической Церкви c центром в городе Течиман, Гана. Епархия Течиман входит в архиепархию Кумаси.

## История
28 декабря 2007 года Святой Престол учредил епархию Течиман, выделив её из епархий Кононго-Мампонг и Суниани.

## Ординарии епархии
- епископ Dominic Nyarko Yeboah (28.12.2007 — по настоящее время)

## Источник
- Annuario Pontificio, Ватикан, 2007